# Der Tramp
Der Tramp ist eine US-amerikanische Stummfilmkomödie aus dem Jahr 1915 von und mit Charlie Chaplin.

## Handlung
Der Film erzählt die Geschichte eines Landstreichers, der ein Mädchen vor drei Räubern beschützt. Das Mädchen lädt ihn auf die Farm ihres Vaters ein. Dieser bietet dem Landstreicher zum Dank Arbeit an.
Es kommt zu einer Kaskade von komischen Situationen, als der Landstreicher einem Arbeiter bei seinen Tätigkeiten helfen soll. Immer wieder gehen Dinge zu Bruch und Unbeteiligte werden aus Versehen k. o. geschlagen. Ab und zu bekommt auch die Hauptfigur einen Schlag auf den Kopf. Kleine Konflikte mit dem Arbeitgeber überschatten das pastorale Dasein nicht. Die romantische Beziehungsanbahnung mit dem Mädchen wird von Versuchen unterbrochen, eine Kuh zu melken oder Bäume zu gießen.
Außerdem melden sich die drei anfangs erschienenen Räuber mit dem Angebot bei dem Landstreicher, den Farmer auszurauben. Er stimmt scheinbar zu, hat jedoch die Absicht, sie zu täuschen. Versuche, die Räuber zu überwältigen, treffen zuerst den Farmer.  Auch der Landstreicher erleidet eine Schussverletzung am Bein. Letztlich gelingt es ihm jedoch, die drei in die Flucht zu schlagen.
Das Mädchen bekommt Besuch von einem jungen Mann. Der Landstreicher muss erkennen, dass ihre Freundlichkeit zu ihm kein Ausdruck von Liebe war. Er schreibt einen Abschiedsbrief und zieht seiner Wege.

## Hintergrund
Der Tramp ist Chaplins sechster Film für The Essanay Film Manufacturing Company und der fünfte und letzte Film, der in ihrem Studio in Niles (Kalifornien) gedreht wurde. Während seiner Zeit bei Essanay schuf Chaplin seine Tramp-Figur, die in Der Tramp schließlich alle ihre charakteristischen Eigenheiten besaß. Insbesondere fügte er der Figur eine sentimentale Seite hinzu, die das Publikum von Filmkomödien vorher nie gesehen hatte. Während es dem Landstreicher am Ende gelingt, seine Enttäuschung abzuschütteln und seinen unbeschwerten Weg wieder aufzunehmen, liegt das Pathos darin, dass er auf eine dauerhaftere Verwandlung durch Liebe hofft und diese nicht erreicht. Erstmals verwendet Chaplin die für seine Filme charakteristische Abblende mit einer Irisblende: der Tramp zuckt mit den Schultern, wirft seinen Spazierstock nach oben und schlurft in die Ferne, weiter zum nächsten Abenteuer.
Wie viele amerikanische Filme der damaligen Zeit wurde Der Tramp von städtischen und staatlichen Filmzensurbehörden gekürzt. So kürzte das Chicago Board of Censors in Rolle 1 die Szene, in der Chaplin in einem Abwasserrohr sitzt, nachdem er sich das Gesäß verbrannt hat.

## Rezeption
Clarence J. Caine schrieb in einer zeitgenössischen Filmbesprechung in der Zeitschrift Motography, die hauptsächlich von Fachleuten der Filmindustrie gelesen wurde: „Der Tramp, der am 12. April bei der Essanay Film Manufacturing Company herauskam, ist ein typischer Charlie-Chaplin-Film. Diese Aussage sagt alles aus, was nötig ist, um die große Mehrheit der Aussteller davon zu überzeugen, dass diese Filme eine sichere Einnahmequelle sind. Diejenigen, die Chaplin-Filme gezeigt oder ihren Konkurrenten beim Zeigen zugesehen haben, wissen, dass sie Kassenschlager sind. Denn dieser Komiker ist heute einer der meistdiskutierten Schauspieler der Filmwelt. Wenn man versucht zu erklären, warum Chaplin seine Komödie mit solchem Erfolg meistert, muss man sehr weit ausholen. Es ist einfacher zu sagen, dass Chaplin so lustig wie immer ist, und es dabei bewenden zu lassen.“
Ähnlich euphorisch äußerte sich ein weiterer zeitgenössischer Kritiker: „Gestern kam die neue Chaplin-Komödie Der Tramp, die neueste Veröffentlichung von Essanay in zwei Akten, im National heraus und gewann sofort Popularität bei den Tausenden Anwesenden. Die von den Weisen aufgestellte Theorie, dass jede neue Komödie die letzte große Komödie dieses Komikers ist, wurde von Der Tramp sicherlich in den Schatten gestellt. Neben zahllosen Lachern wird sogar ein Hauch von Pathos als Beweis für die Vielseitigkeit dieses Mannes eingeführt.“
Der Filmwissenschaftler Alexander Kukarkin schrieb: „Da gab es schon einige Neuerungen: Anstelle des traditionellen Hollywood-Happy-Ends oder einer von Keystones verrückten Verfolgungsjagden, wurde ein offenes Ende verwendet – open end. Diese und andere künstlerische Neuerungen machen es möglich, die Komödie DerTramp, die zu Beginn von Chaplins Unabhängigkeit gedreht wurde, als echten Meilenstein zu betrachten … Die Filme Der Tramp und Die Bank waren Chaplins erste Komödien, in denen die dramatischen und tragischen Untertöne mitschwangen, die seinem reifen Werk später so einen starken Widerhall bescherten.“